# Schilling

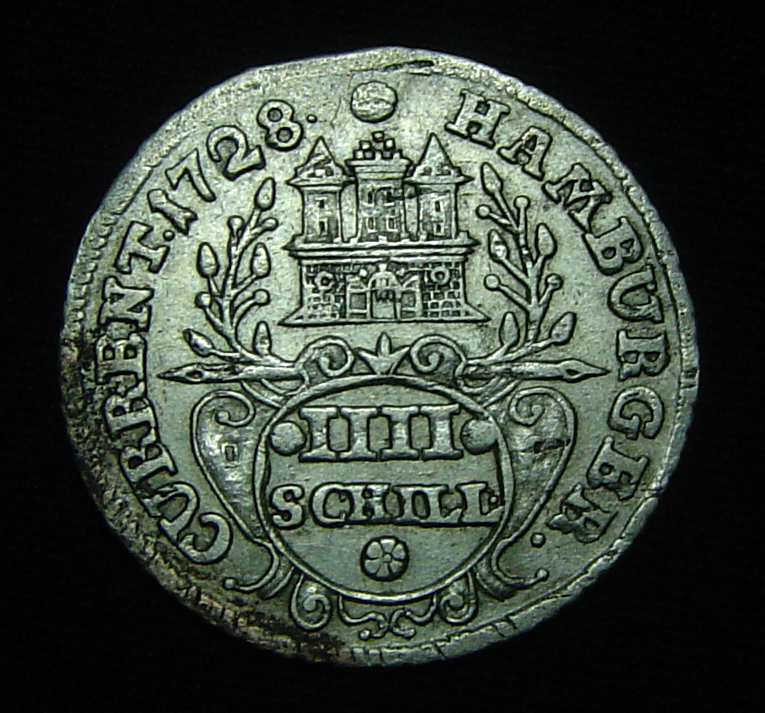
Rückseite einer Hamburger 4-Schilling-Courant-(Current-)Münze von 1728

Schilling (englisch shilling, skandinavische Sprachen skilling) ist der Name von Währungseinheiten in verschiedenen Ländern.
Offizielle Währungen namens Schilling gibt es heute in Kenia (Kenia-Schilling), Somalia (Somalia-Schilling), Tansania (Tansania-Schilling) sowie in Uganda (Uganda-Schilling). In früherer Zeit gab es den Schilling als Währung oder Münze auch in mehreren deutschen Ländern (etwa Hamburg, Lübeck, Schleswig-Holstein, Mecklenburg, Brandenburg, Württemberg, Bayern), in Österreich (österreichischer Schilling), der Schweiz, in Großbritannien, Irland, Polen, Dänemark, Norwegen und Schweden.

## Wortherkunft
Die Herkunft des Wortes Schilling (althochdeutsch skilling, altenglisch scilling, altisländisch skillingr, gotisch skilliggs) ist nicht sicher geklärt. Schon im Gotischen bezeichnete es die römische Goldmünze (Solidus), die von den Germanen auch als Schmuck getragen wurde. Möglicherweise schließt es an die indogermanische Wurzel *(s)kel- „schneiden“ an, so dass Schilling als „das von einem Gold- oder Silbermetallstab abgeschnittene Stück“ aufzufassen wäre. Denkbar ist auch eine Herleitung aus einem germanischen *skildulingaz, was „schildartiges Ding“ bzw. „Schildling“ bedeuten würde (vgl. dazu Escudo). Als weitere, sachlich naheliegende, jedoch lautlich unplausible Möglichkeit wurde eine Abwandlung von lateinisch siliqua „bestimmtes kleines Münzgewicht“ erwogen.

## Geschichte
Der Schilling war ursprünglich der gemünzte antike Goldsolidus, der spätantike Nachfolger des Aureus.
Die Münzreform unter Karl dem Großen im Jahre 794 legte eine neue Silberwährung fest. Es galt:
1 karolingisches Silberpfund (gleich etwa 406½ Gramm) =  20 Schilling (Solidi) =  240 Pfennig (Denarii).
Der Solidus/Schilling in Silber wurde jedoch in karolingischer Zeit nicht ausgemünzt. Es wurden nur einzelne Silberpfennige geschlagen. So galt im Frankenreich ab etwa 800 nur noch eine reine Silberwährung, deren Münzgewicht auf dem Pfund beruhte. Goldsolidi (Goldschillinge) waren eine seltene Ausnahme. Damit war der Solidus eine reine Rechnungsmünze sowie Gewichtseinheit und das Goldäquivalent für 12 Silberpfennige.
Der Silbergehalt der Pfennige sank in den nächsten Jahrhunderten. Ab etwa 1150 wurden in Oberitalien neben dem stark im Wert geminderten denar piccolo mehrfache, wieder schwerere Pfennige denarii grossi geprägt. Aus dem italienischen „Grossino“ (denarius grossus) entstand der Name Groschen. Diese Mehrfachpfennige hatten je nach den lokalen Münzverhältnissen den doppelten, oft 12-fachen und bis hin zum 20-fachen Wert der einfachen, verminderten Pfennige. Der Schilling war somit nicht mehr allein ein Zählmaß für 12 Pfennige. In Form des Groschens gab es wieder Münzen, die den Wert von 12 Pfennig-Münzen haben konnten.
In Norddeutschland galt der Schilling ab dem Hochmittelalter verbreitet als sechzehnter Teil einer lübischen Mark und war wie seit der karolingischen Münzreform üblich in 12 Pfennig unterteilt. Die deutschen silbernen Schillinge der Neuzeit waren mit dem Groschen vergleichbar und fassten weiterhin meist 12 Pfennig.
Die Abkürzung des Schillings ist in vielen mittelalterlichen und neuzeitlichen Dokumenten ß oder ßl.

## Deutschland, Österreich und Schweiz

### Hamburg und Lübeck
Hamburg und Lübeck rechneten seit dem Mittelalter nach der lübischen Mark zu 16 Schilling zu je 12 Pfennig. Im Jahre 1619 wurde der Reichstaler im 9-Taler-Münzfuß zur wertstabilen Verrechnungseinheit der Hamburger Bank (Bankotaler, auch Banco-Thaler) bestimmt. Der Reichstaler wurde dann 1622 zur gemeinsame Basis der Mark- und Schilling-Währungen in Hamburg und Lübeck: Seitdem wurde der Reichstaler in genau drei Mark aufgeteilt. Mit anderen Worten: Aus der Menge Silber, aus der 9 Taler geschlagen wurden, ließen sich rechnerisch 27 Mark prägen.
In Hamburg wurden zwischen 1730 und 1764 etwa 110.000 Speciestaler nach dem 9-Taler-Fuß geprägt (Feingehalt 888 8/9; Grobgewicht 29,2 g). Auf den Speciestalern von 1761–1764 ist vermerkt, dass es sich gleichzeitig um 48 Schilling Species handelt. Die Nennung von Schilling Species war erforderlich, da der Silbergehalt der Schillinge der 1725 eingeführten Hamburger Kurantwährung nur etwa 5/6 der Schillinge Species betrug. In geringem Umfang prägte Hamburg 1762 auch Münzen zu 6, 12 und 24 Schillingen Species.
Hintergrund der Unterscheidung von Schilling Species und Schilling Courant war die Entscheidung 1725, auf einen 34-Mark-Münzfuß überzugehen. Der Schilling blieb Hauptmünzsorte. Der Zusammenhang 1 Schilling = 12 Pfennige war damals leicht greifbar, da ein halber Schilling als Sechsling und ein viertel Schilling als Dreiling bezeichnet wurde. Einzelne Pfennige wurden nicht ausgeprägt. Die Mark blieb eine reine Rechnungseinheit („Zählmark“). Geprägt wurden 1-Schilling-Stücke als Scheidemünzen sowie 2-, 4-, 8-, 16- und 32-Schilling-Stücke als Kurantmünzen. Schillinge wurden in Hamburg bis 1862 geschlagen.

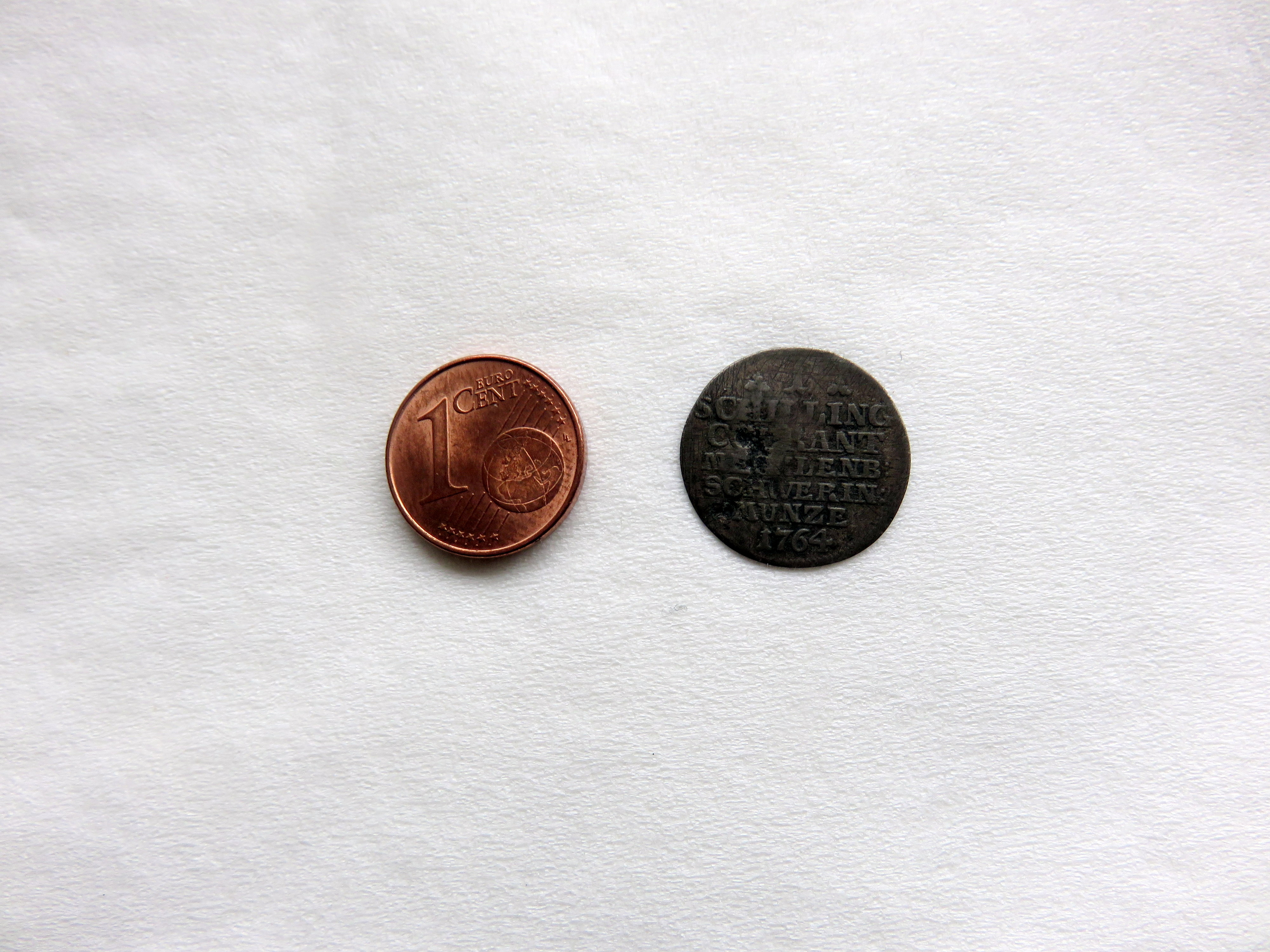
1 Schilling Courant Mecklenb Schwerin 1764 (Größenvergleich mit einer 1-Euro-Cent-Münze)

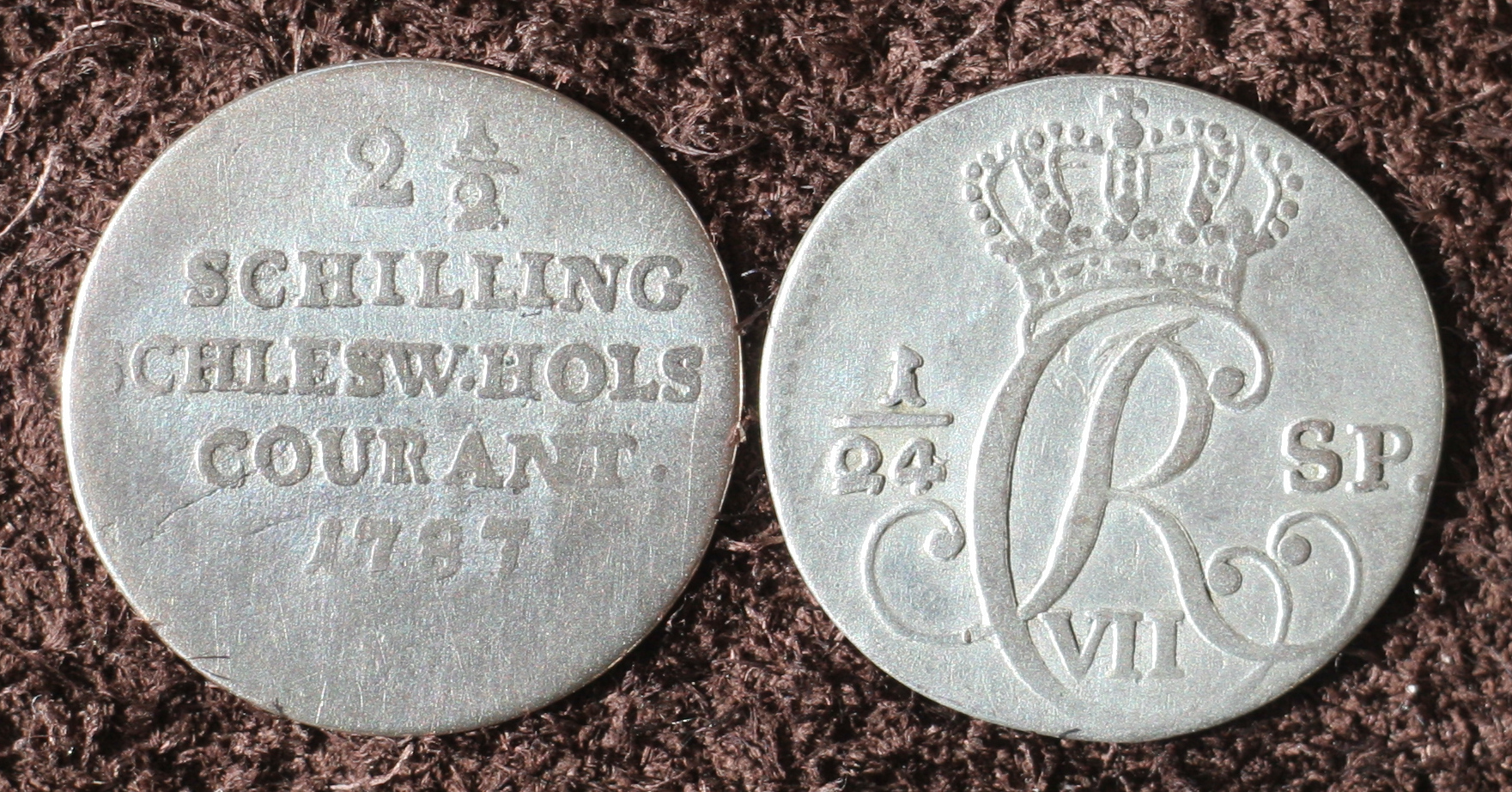
2½-Schillinge Schleswig-Holsteinisch Courant (1787)

### Mecklenburg
In Mecklenburg entsprach der Schilling anfänglich dem lübischen und hamburgischen. Ab etwa 1325 entsprachen jedoch 1½, später 2 Schilling wendisch (das heißt mecklenburgisch) 1 Schilling lübisch; 2½ Schilling wendisch entsprachen 1 Schilling brandenburgisch. Im 16. und 17. Jahrhundert waren 24 Schilling gleich 1 Gulden, seit dem 17. Jahrhundert 48 Schilling gleich 1 Taler. Diese letztgenannte Teilung 1 Taler = 48 Schilling zu 12 Pfennig galt in den beiden mecklenburgischen Ländern bis zur Einführung der Reichswährung 1871, wobei der Taler damals zu 3 neuen Mark gerechnet wurde.

### Württemberg
In Württemberg wurden Schillinge bis in das 17. Jahrhundert hinein geschlagen. Frühe Wertigkeiten waren 6½ Schilling auf 1 Nürnberger Lot (1396), 7 auf 1 Ulmer Lot (1404) und 10 auf 1 Lot Feinsilber (1482, 1493, 1509).

### Bayern und Österreich
In Bayern und in Österreich wurde im Spätmittelalter zwischen dem kurzen Schilling zu 12 Pfennig und dem langen Schilling zu 30 Pfennigen unterschieden. Noch im 19. Jahrhundert galt in den Mundarten Salzburgs und Oberösterreichs der Begriff Schilling als Äquivalent für 30 Pfennig beziehungsweise 7½ Kreuzer.
Zum modernen österreichischen Schilling siehe unten.
In der Lex Baiuvariorum entsprach ein Schilling, verstanden als Goldsolidus, drei Tremissen, eine Tremisse vier Saigen und eine Saige drei Denaren; ein Schilling galt demnach 36 Denare. Da im frühen Mittelalter der Münzumlauf sehr gering war, ist davon auszugehen, dass dies Wertangaben für Naturalleistungen waren; beispielsweise entsprach der Wert eines Ochsen zwei Schilling, der Wert einer Kuh einem Schilling, ein Hengst wurde mit sieben Schilling angesetzt, eine Stute mit drei Schilling, ein Ferkel war zwei Saigen wert.

### Schweiz
Eine eigenständige Schillingprägung im Gebiet der heutigen Schweiz begann in der zweiten Hälfte des 14. Jahrhunderts in der Westschweiz (ab 1375 der Demi-Gros der Bischöfe von Lausanne). Ab dem frühen 15. Jahrhundert setzte sich die Schillingprägung auch in der Deutschschweiz in größerem Rahmen durch, so in Zürich, Bern und Basel. Aus dem Schilling entwickelte sich um 1420 der Plappart, und der Schilling sank mit dem Aufkommen des Batzens am Ende des Jahrhunderts zunehmend zur geringwertigen Münze herab. Als Kleinnominale spielte er aber noch bis ins frühe 19. Jahrhundert eine wichtige Rolle, so in der Innerschweiz, in Zürich und in Genf. Letzte Schillingprägungen fanden in der Schweiz 1813 in Glarus und 1833 in Genf statt. In der französischsprachigen Westschweiz hielt sich die Bezeichnung sou für das 5-Rappen-Stück bzw. 4 sous für 20 Rappen und 100 sous für 5 Franken bis ins 21. Jahrhundert.

## Großbritannien

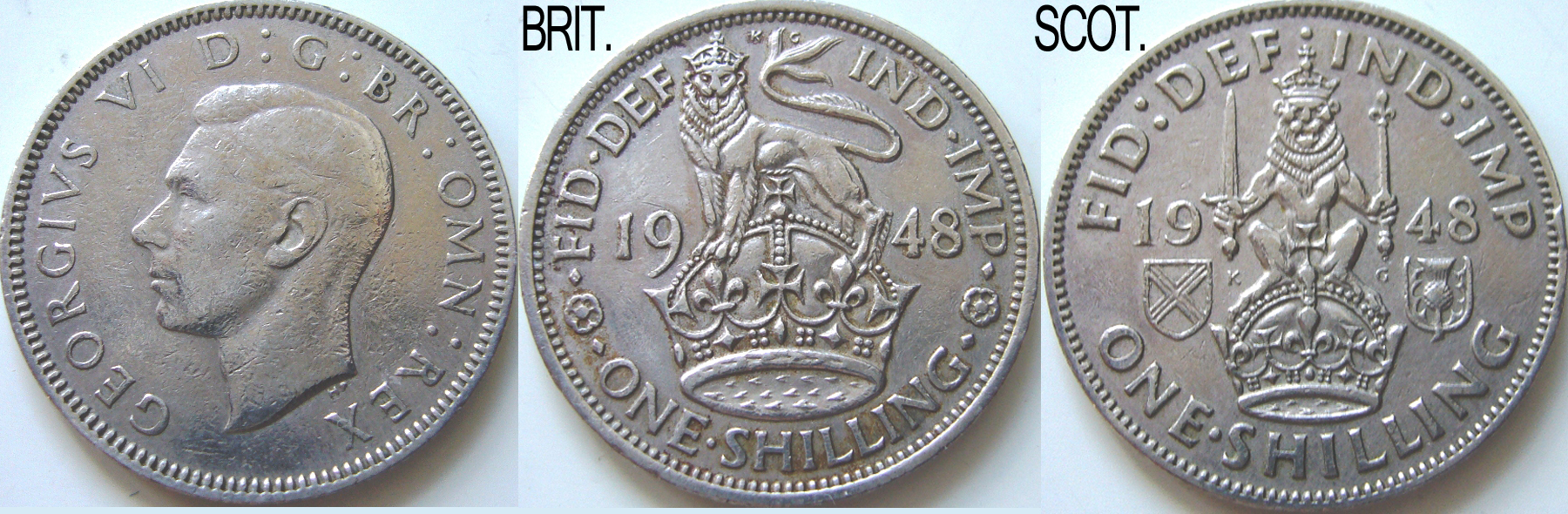
1 Shilling 1948 King George VI. – Vorderseite sowie englische und schottische Rückseite

Der früher gebräuchliche britische shilling (abgekürzt „s“ von solidus) hatte einen Wert von 12 Pence (abgekürzt „d“ von denarius) oder 1/20 Pfund Sterling (£). Er wurde 1816, dem Jahr der Einführung des Goldstandards (mit der Kurantmünze Sovereign), mit einem Gewicht von 5,7 g Sterlingsilber und einem Durchmesser von 24 Millimetern standardisiert. 1920 wurde der Silberanteil auf 50 Prozent gesenkt und 1947 gänzlich auf Kupfernickel umgestellt. Die umgangssprachliche Bezeichnung für einen Shilling war „bob“. Im Schriftverkehr wurden Shillings abgekürzt durch den Schrägstrich oder den Apostroph wiedergegeben (1 Shilling: 1s oder 1/- oder 1’-). Größere Münzen waren der Florin (2s), die Half Crown (2s 6d) und die Crown (5s).
1971 wurde der Shilling mit der Umstellung des britischen Pfundes auf das Dezimalsystem abgeschafft, die Münzen wurden allerdings erst nach und nach eingezogen und blieben einstweilen als 5-(New-)Pence-Münzen im Umlauf.
Auch in vielen ehemaligen britischen Kolonien wie Australien, Neuseeland oder Nigeria war das Pfund die Währung und damit auch der Shilling, siehe Pfund (Währung). Bis heute heißt sie Shilling in vier einst (ganz oder teilweise) britischen Besitzungen in Ostafrika – Kenia, Somalia, Tansania und Uganda.

## Österreich (20. Jahrhundert)

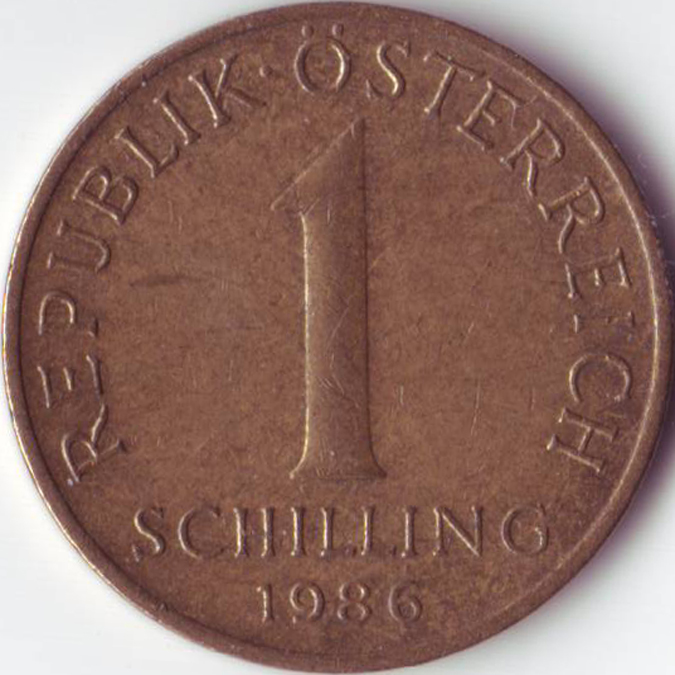
1-Schilling-Münze aus dem Jahr 1986

Von 1925 bis 1938 und 1945 bis 1998 war der Schilling Buch- und Bargeld, von 1999 bis zur Bargeldeinführung des Euro 2002 gab es den Schilling nur als Bargeld. In der Zeit von 1938 bis 1945 war die Reichsmark als österreichische Währung gültig. Die zuletzt in Umlauf befindlichen Schilling-Münzen und -Scheine können zeitlich unbeschränkt bei der Nationalbank eingetauscht werden, ältere, eingezogene Serien jedoch nicht.
Schilling nannte sich auch die Währung im Schwundgeldexperiment von Wörgl, welches von 1932 bis 1933 dauerte.

## Polen
Die polnischen Schillinge unter König Sigismund I. von Polen (1506–1548) hatten ein Rauhgewicht von 1,24 g bei einem Feingehalt von nur 0,23 g (185/1000) Silber. Unter Johann II. Kasimir von Polen (1648–1668) war der Schilling bereits aus Kupfer. König August III. (1733–1763) ließ 1755 in der Münzstätte Grünthal Kupferschillinge im Wert von 3 Schilling auf den Groschen prägen, um seinen Staatshaushalt zu finanzieren. Bis zum Beginn des 19. Jahrhunderts blieb der Schilling eine Kupfermünze.

## Skandinavien
Nach Skandinavien gelangte der Schilling (skilling) aus dem norddeutschen Raum.

### Dänemark
Die ersten Schillinge (Skilling) in Dänemark ließ König Christoph III., ein geborener Prinz von Pfalz-Neumarkt und dänischer König von 1440 bis 1448, schlagen. Typischerweise ergaben 16 dänische Schillinge (Skilling Danske) eine Dänische Mark (Marck Dankske). Die erste Dänische Krone wurde in 96 Kroneskillinge eingeteilt. Grundsätzlich orientierten sich diese Schilling-Prägungen in etwa an den hamburgischen und lübischen Schillingen. Mit schwankendem Silbergehalt blieben sie bis zur Ablösung 1875 durch die dänische Krone zu 100 Øre ein wichtiges dänisches Münznominal. Als Währungszeichen für den Skilling war in Dänemark das ß gebräuchlich.

#### Schleswig und Holstein
In den Herzogtümern Schleswig und Holstein, die damals Teil des dänischen Gesamtstaats waren, wurde 1788 der Schilling Schleswig-Holsteinisch Courant eingeführt. Bezugsnominal war der Speciestaler im 9¼-Taler-Münzfuß. 60 Schillinge Courant ergaben einen Speciestaler. Geprägt wurden bis längstens 1812 Dreilinge, Sechslinge und 2-Sechsling-Münzen als Scheidemünzen und 2½- bis 60-Schilling-Münzen als vollwertige Kurantmünzen.
Der Name der Münze gehört zu den wenigen Bezeichnungen, bei denen die beiden gesonderten Herzogtümer mit Bindestrich verbunden waren, schon vor der Politisierung des Begriffes durch den Schleswigholsteinismus.

### Norwegen

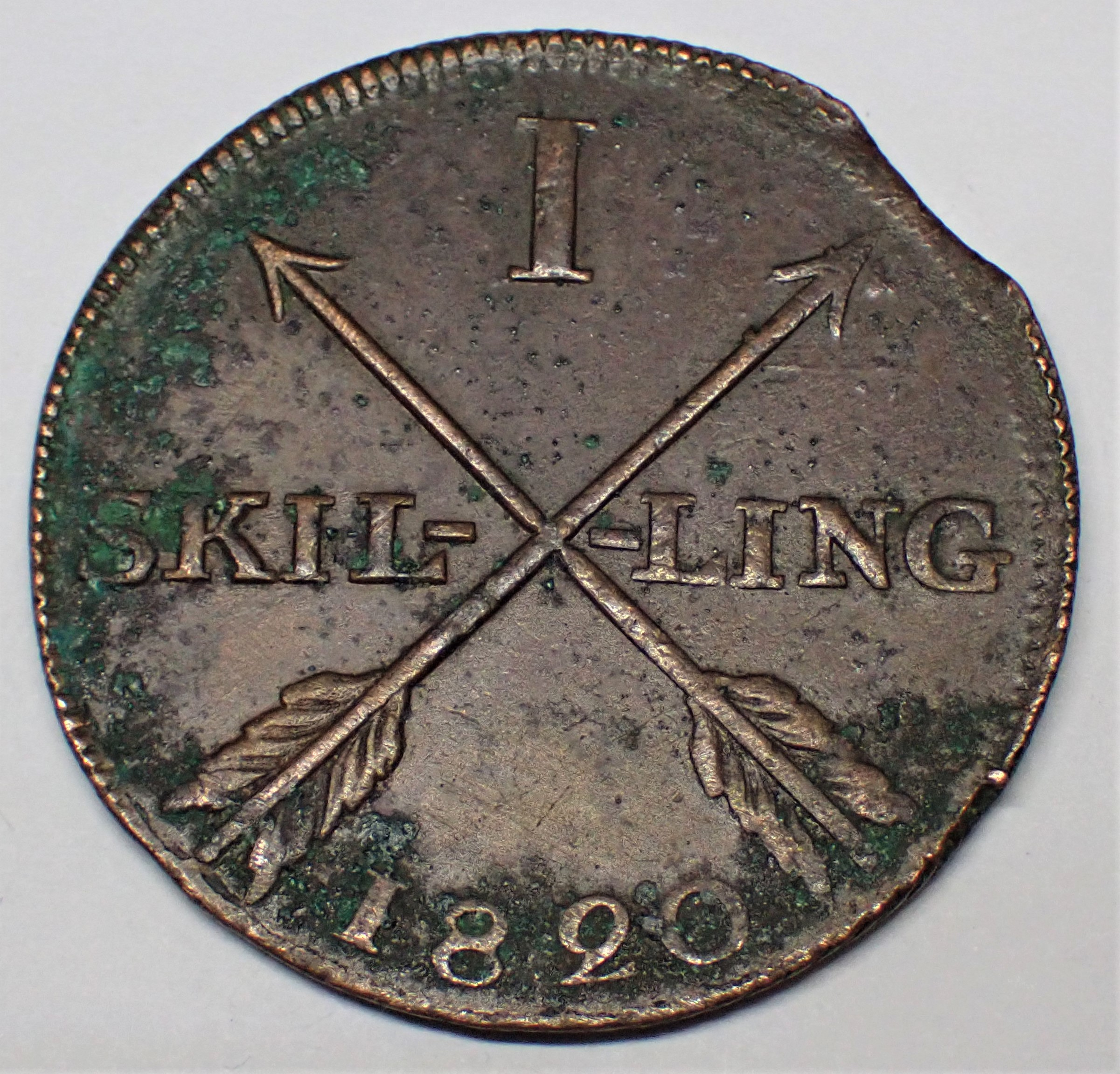
Skilling, Schweden, 1820

In Norwegen führte der dänisch-norwegische König Johann I. den Schilling im frühen 16. Jahrhundert ein. Ausgeprägt wurden sie vom König in Bergen und vom norwegischen Erzbischof in Nidaros (Trondheim). Vorerst rechnete man den Schilling zu 12 Pfennig. Ab 1628 war der Schilling die kleinste Einheit im norwegischen Münzsystem: Von 1635 bis 1813 gingen 96 Schilling auf 1 Reichstaler beziehungsweise von 1813 bis 1816 auf 1 Reichsbanktaler, und von 1816 bis zur Einführung der norwegischen Krone 1875 gingen 120 Schilling auf 1 Speciestaler.  Als Währungszeichen für den Skilling war in Norwegen das ß gebräuchlich.

### Schweden
In Schweden wurde der Schilling 1776 als Rechnungsmünze eingeführt; 1 Reichstaler entsprachen 48 Schilling zu 12 runstykke. Von 1802 bis 1855 wurden Schillinge auch ausgeprägt.

## Andere Länder
In Ostafrika gibt es mehrere Länder, deren Währung ebenfalls Schilling heißt:
- Kenia-Schilling
- Uganda-Schilling
- Tansania-Schilling
- Somalia-Schilling
- Somaliland-Schilling (international nicht anerkannte Währung)